# يا هوي
يا هوي (بالصينية: 雅慧؛ بالإنجليزية: Ya Hui) هي ممثلة سنغافورية، ولدت في 18 مايو 1987 في سنغافورة.

## وصلات خارجية
- يا هوي على موقع IMDb (الإنجليزية)
- يا هوي على موقع قاعدة بيانات الفيلم (الإنجليزية)